# 그림스타드

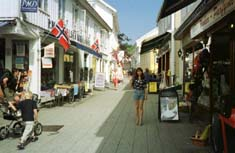
그림스타드

에우스트아그데르 주에 표시된 그림스타드의 위치

그림스타드(노르웨이어: Grimstad)는 노르웨이 에우스트아그데르주에 위치한 도시로, 면적은 303.52km2, 인구는 20,497명(2010년 기준), 인구 밀도는 75.2명/km2이다.

시 문장